# Пирмазенс
Пирмазенс град је у Немачкој, у савезној држави Рајна-Палатинат. По подацима с краја 2009. у граду је живело 40.808 становника. 
Град је добио име по Светом Пирминијусу. Са свих страна је окружен Округом југозападни Палатинат. 
Град је потпуно уништен у савезничким бомбардовањима 9. августа 1944. године и 15. марта 1945. године.

## Фото галерија
- Пирмазенс - Pirmasens
- Dynamikum